# CHI RHO – Das Geheimnis
CHI RHO – Das Geheimnis (auch Chi Rho – Das Geheimnis) ist eine deutsche Zeichentrickfilmserie aus dem Jahr 2010 in der Regie von Michael Schaack und Florian Wagner. Sie bezieht sich auf Geschichten des Alten Testaments und des Neuen Testaments. Der Titel nimmt Bezug auf das Christusmonogramm.

## Handlung
Am Anfang der Serie wird der Bibelforscher Professor Petersen im Jahr 2011 von Hreel, einem Gesandten des Bösen, entführt. Hreel will die Bibel zugunsten des Bösen verändern. Auf der Suche nach ihrem Vater durchreist seine Tochter Cora mit Hilfe eines magischen Würfels, Cubus Temporis, die Kapitel der Heiligen Schrift. Dort trifft sie neue Freunde, wie Habib und die Wonderers, die ihr auf ihrer abenteuerlichen Reise hilfreich zur Seite stehen.

## Figuren
- Cora Petersen: Mädchen, 12 Jahre alt, Tochter von Professor Petersen

Coras Mutter starb, als sie noch klein war. Als ihr Vater von Hreel entführt wird, macht sie sich mit Hilfe des Cubus Temporis auf die Suche nach ihm. Sie landet per Zeitsprung in Jerusalem, ca. 12 n. Chr., wo sie auf Habib trifft. Gemeinsam mit ihm und den Wonderers reist sie durch die Bibelgeschichten, um ihren Vater zu retten. An manche erinnert sie sich sogar von selbst, wie z. B. die Geschichte von David und Goliath, die als Kind ihre Lieblings-Gute-Nacht-Geschichte war. Gegen Ende einer fast jeden Folge spricht sie immer den Adhortativsatz Folgen wir der Bibelspur! aus.
- Hreel: Gesandter des Bösen

Seine Aufgabe ist es, die Bibelgeschichten zu zerstören und so dafür zu sorgen, dass es das Buch niemals geben wird. Als Hilfe entführt er Prof. Petersen und nimmt ihn als seinen Sklaven getarnt mit. Hreel kann durch hypnotischen Blick Menschen zu seinem Zweck manipulieren. Um das Wissen über die Bibel zu bekommen, das er benötigt, erpresst er Coras Vater damit, seiner Tochter etwas anzutun (z. B. Räubern ausliefern, töten). Die Bezeichnung HREEL-Spektroskopie diente als Herkunft vom Namen des Antagonisten.
- Professor Petersen: 44 Jahre alt, Vater von Cora, Bibelforscher

Prof. Petersen hat 12 Jahre lang studiert und ist ein weltweit anerkannter Bibelforscher. Aufgrund seiner Arbeit hat er für
seine Tochter Cora wenig Zeit. Besonders sein neuestes Projekt, der Cubus Temporis, ein goldener Würfel der Zeitreisen ermöglicht, spannt ihn ein. Da er so viel über die Bibel und ihre Geschichten weiß, entführt Hreel ihn und erpresst ihn damit, Cora etwas anzutun, wenn er ihm keine Auskünfte über die Bibelgeschichten gibt. Damit Cora ihm folgen kann, hinterlässt er an jedem Ort das Chi Rho-Symbol mit der Stelle in der Bibel die Hreels nächstes Ziel ist.
- Habib: 13 Jahre alt, Junge, Kenner des Heiligen Landes

Habib stammt aus Nazareth, zur selben Zeit als Jesus lebte. Nach einem Streit mit seinem Vater haut er von zuhause ab und zieht nach Jerusalem, um dort reich und berühmt zu werden. Dort trifft er die Wonderers und arbeitet mit ihnen zusammen. Als Cora durch den Cubus Temporis zufällig genau bei ihm auftaucht, hält er sie anfangs für einen Flaschengeist, doch schon bald freunden sie sich an und Habib hilft Cora dabei, sich auf die Suche nach ihrem Vater zu machen. Insgeheim ist er sogar etwas in Cora verliebt, was er aber nie zugeben würde.
- Die Wonderers: 4 Straßenmusiker: Emma (Eule), Maxxi (Wüstenspringmaus), Nick (Hund), Sammy (Chamäleon)

Die Vier können nicht nur singen, sondern auch sprechen. Sie haben Jesus’ Geburt im Stall vor Bethlehem miterlebt und dort die Band "Die Wonderers" gegründet. Seitdem verdienen sie ihr Brot mit Musik. Als Habib beschließt Cora zu begleiten, sind sie direkt mit von der Partie und helfen den beiden auf ihrer Reise, wo sie nur können.
- Cubus Temporis: magischer goldener Würfel, kann sich in eine mechanische Eule namens C.T. verwandeln, enthält das Wissen um die Geschichten der Bibel und ermöglicht das Zeit-Reisen in diese

C.T. kann ebenfalls fliegen und sprechen und steht Cora und Habib mit seinem Wissen über die Bibel zur Seite. Allerdings ist er manchmal etwas vergesslich, weshalb es manchmal etwas länger braucht um herauszufinden wo genau sie diesmal gelandet sind. Wenn er sich zurück in einen Würfel verwandelt, kann Cora das jeweilige Bibelbuch, Kapitel und Vers eingeben und C.T. bringt sie direkt dorthin. C.T. wird vom Schauspieler und Synchronsprecher Ilja Richter gesprochen. Als Namensherkunft für den sprechenden goldenen Würfel diente zusätzlich die Bezeichnung Computertomographie mit derselben Abkürzung.

## Ausstrahlung
Die Erstausstrahlung der Serie erfolgte ab April 2010 bei ORF eins, komplett lief sie ab 1. November 2010 bis 18. Mai 2011 im Kinderkanal. Weitere Ausstrahlungen liefen im KIKA und bei ORF eins in den Jahren 2012, 2013 und 2016.

## Episoden
| Nr. | Name der Folge                          | Erstausstrahlung im KI.KA |
| --- | --------------------------------------- | ------------------------- |
| 1   | Entführt – Wo ist Professor Petersen?   | 1. November 2010          |
| 2   | Aufgewacht – Der geheimnisvolle Garten  | 2. November 2010          |
| 3   | Gerettet – Noahs Arche                  | 3. November 2010          |
| 4   | Überzeugt – Auf der Suche nach Freunden | 18. April 2011            |
| 5   | Geborgen – Rettung in letzter Minute    | 4. November 2010          |
| 6   | Befreit – Der Weg durch das Meer        | 20. April 2011            |
| 7   | Geteilt – Die 5000 und ein Fisch        | 5. November 2010          |
| 8   | Gestürzt – Himmelssturm in Babel        | 8. November 2010          |
| 9   | Ausgeträumt – Streit unter Brüdern      | 9. November 2010          |
| 10  | Geheilt – Der blinde Bartimäus          | 26. April 2011            |
| 11  | Verschluckt – Jona im Bauch des Wals    | 10. November 2010         |
| 12  | Ausgezahlt – Zachäus und das liebe Geld | 28. April 2011            |
| 13  | Aufgespürt – Rettung im Untergrund      | 11. November 2010         |
| 14  | Angekommen – Der Einzug in Jerusalem    | 12. November 2010         |
| 15  | Gesiegt – Kleiner Junge ganz groß       | 3. Mai 2011               |
| 16  | Angekündigt – Das letzte Abendmahl      | 4. Mai 2011               |
| 17  | Verhaftet – Entscheidung unterm Ölbaum  | 5. Mai 2011               |
| 18  | Auferweckt – Die große Überraschung     | 6. Mai 2011               |
| 19  | Versprochen – Eine neue Heimat          | 9. Mai 2011               |
| 20  | Geschenkt – Die zehn Gebote             | 15. November 2010         |
| 21  | Versorgt – Der barmherzige Samariter    | 16. November 2010         |
| 22  | Gefangen – Daniel in der Löwengrube     | 12. Mai 2011              |
| 23  | Überwältigt – David in Gefahr           | 17. November 2010         |
| 24  | Abgehauen – Der verlorene Sohn          | 16. Mai 2011              |
| 25  | Geschafft – Eine schwierige Geburt      | 17. Mai 2011              |
| 26  | Begeistert – Zeichen vom Himmel         | 18. Mai 2011              |

## Produktion
An der Produktion waren die Firma Cross Media (ein Unternehmen der evangelischen Eikon und der katholischen Tellux), der KIKA, Trickfilmcompany Erfurt und die Firma Beta beteiligt. Dagmar Kusche, Golli Marboe, Susanne Petz, Martin Choroba (Tellux), Ernst Ludwig Ganzert (EIKON gGmbH) waren die ausführenden Produzenten der Serie. Das Drehbuch schrieben Joerg Michel, Axel Schmidt-Rossi und Maurice van Brast.
Die Produktion wurde aus dem Medienfonds der Evangelischen Kirche in Deutschland (EKD) gefördert.

## Weitere Veröffentlichungen
Im Oktober 2011 erschienen zur Serie drei Bücher von den Autoren Roland Rosenstock, Christine Senkbeil und Sebastian Debertin beim Gütersloher Verlagshaus. Ab Mai 2011 erschien die Serie auf DVD.